# Wolfgang Müller
Wolfgang Müller (República Democrática Alemana, 26 de enero de 1943) es un atleta alemán retirado especializado en la prueba de 400 m, en la que consiguió ser medallista de bronce europeo en pista cubierta en 1972.

## Carrera deportiva
En el Campeonato Europeo de Atletismo en Pista Cubierta de 1972 ganó la medalla de bronce en los 400 metros, llegando a meta en un tiempo de 47.42 segundos, tras los atletas también alemanes Georg Nückles  y Ulrich Reich (plata también con 47.42 segundos).